# 337002 Robertbodzon
337002 Robertbodzon è un asteroide della fascia principale. Scoperto nel 2005, presenta un'orbita caratterizzata da un semiasse maggiore pari a 2,4437153 UA e da un'eccentricità di 0,1501334, inclinata di 6,54125° rispetto all'eclittica.
Dal 29 ottobre al 28 dicembre 2012, quando 340980 Bad Vilbel ricevette la denominazione ufficiale, è stato l'asteroide denominato con il più alto numero ordinale. Prima della sua denominazione, il primato era di 325973 Cardinal.
L'asteroide è dedicato al divulgatore scientifico polacco Robert Bodzon.